# BTR Batalla de Sanfelix
El bus de Transporte Rápido Batalla de San felix o simplemente BTR TransBolivar, es un sistema de transporte masivo del Estado Bolívar de Venezuela, especialmente en Ciudad Guayana. Es de tipo BRT. Fue inaugurado en diciembre de 2015 como parte de la Misión Transporte.
TransBolivar cuenta con 2 paradas terminales ubicadas al frente del Centro comercial Gran Sabana en Puerto Ordaz y la Estación de la "Casa de la Mujer" en San Félix, Sanfelix y Puerto Ordaz son las dos comunidades que conforman Ciudad Guayana, También cuenta con una parada central hubicada en la Plaza del Hierro en Puerto Ordaz desde la cual salen diferentes rutas de transporte. 

## Proyección
Actualmente TransBolivar presta servicio en una sola línea con 4 Rutas, desde su inauguración se planteó extenderse en dos líneas más.

## Siniestros
Desde su inauguración han ocurrido varios siniestros relacionados con la ubicación de las paradas, ya que varios vehículos se han estrellado contra la vía exclusiva y debido a la escasa señalización que tenía al principio. 

## Paradas
| Línea 1 (Ruta Principal) | N.º |
| ------------------------ | --- |
| Gran Sabana              | 1   |
| El Guamo                 | 2   |
| La Piña                  | 3   |
| Unare                    | 4   |
| Guanipa                  | 5   |
| Guarapiche               | 6   |
| Terminal PZO             | 7   |
| PDVAL                    | 8   |
| Plaza del Hierro         | 9   |
| CVG                      | 10  |
| Cachamay                 | 11  |
| Campo Rojo               | 12  |
| Hospital                 | 13  |
| A. J. de Sucre           | 14  |
| El Roble                 | 15  |
| La Barraca               | 16  |
| Terminal SFX             | 17  |
| Casa de la Mujer         | 18  |

### Horarios
Ruta Principal: 5:00 a 20:00
Ruta Provisional 1: 5:00 a 14:00
Ruta Provisional 2: 13:00 a 20:00
Ruta Expresa: (ida: 5:00 a 8:00) (vuelta: 17:00 a 20:00